# 宁启铁路
宁启铁路位于中国江苏省中部，自南京林场站，途经扬州、江都、泰州、海安、南通至启东，是宁西铁路延伸的重要部分。该线路全长约351公里，为国家I级复线铁路，设计速度为200公里/小时。宁启铁路在海安站与新长铁路交汇。
宁启铁路由铁道部和江苏省合资建设，由寧啟鐵路有限責任公司負責籌資、建設、運營、管理。一期工程南京－海安－南通段已于2005年7月1日开通客货营运。

## 历史
早于1958年，关于修建南京至启东的铁路方案研究已经开展，但因为多种原因，一直没有实质性进展。1977年，根据江苏省铁路的十年规划报告，宁启全线方案研究完成并上报铁道部，结果仍然多次因为资金问题及线路走向分歧，宁启铁路工程在往后二十年一直没有立项。
1992年至1998年，同样位于江苏中部的新长铁路一期和二期工程新沂至盐城段相继展开，宁启铁路的建设进程亦被加快。1999年9月，铁道部与江苏省达成合资建设宁启铁路的意向，并进行前期筹备工作。國家發展和改革委員會在2001年8月正式批复宁启铁路规划设计全长351公里的铁路。为带动六合的经济发展，经多月的方案论证，最终选定北线走向，铁路稍微绕道经过六合。2001年12月10日，铁道部通过宁启铁路六合段北线方案。
宁启铁路的建设共分为二期。一期工程南京至海安段，全长210公里，在2002年3月1日动工，总投资32.2亿元人民币，2003年12月全线铺通，其中南京至扬州段在2004年4月18日中国铁路第五次大提速当日通过验收开通客运，5月1日中共中央总书记、国家主席胡锦涛出席宁扬段开通仪式；扬州至海安、南通段在2004年6月1日开始铺轨，同年12月1日开通货运。2005年7月1日，宁启铁路南京至南通段客运与泰州站同时投入运营，至此宁启铁路一期工程完成并开通运营。
2020年，宁启铁路一期工程实现铁路e卡通扫码进站，无需提前购票。

## 复线电气化改造
2007年末，宁启铁路改造的前期工作展开，进行复线化、电气化和提速改造的可行性研究。而根据规划，宁启铁路将在“十一五”内实施改造，并与建设中的沪通铁路相连。复线电气化改造工程设计单位为中铁上海设计院集团有限公司。
2009年2月15日，寧啟鐵路（林場至南通段）的複線電氣化改造工程獲鐵道部批復。项目内容主要是增建第二线并电气化，对既有线电气化改造和部分路段提速改造。线路全長268.3公里，设计时速小于等于200公里/小時，按國鐵I級雙線级别施工，總投資106億元人民币。工程完成后，能开行动车组，南京南通1小時50分钟可达。
| 区间                | 起讫                        | 长度（km） | 设计时速（km/h） | 设计时速（km/h） |
| 区间                | 起讫                        | 长度（km） | 左线             | 右线             |
| ------------------- | --------------------------- | ---------- | ---------------- | ---------------- |
| K0+000 — K9+100     | 林场—浦口北站启东端         | 9.1        | [80, 120]        | [80, 120]        |
| K9+100 — K83+500    | 浦口北站启东端—扬州站南京端 | 74.4       | 200              | 200              |
| K83+500 — K99+600   | 扬州站南京端—扬州北站启东端 | 16.1       | [140, 160]       | [140, 160]       |
| K99+800 — K108+800  | 扬州北站启东端—江都站南京端 | 9.2        | [140, 160]       | 200              |
| K108+800 — K257+500 | 江都站南京端—九圩港桥南京端 | 149        | 200              | 200              |
| K257+500 — K265+300 | 九圩港桥南京端—南通站南京端 | 7.8        | 200              | 120              |
| K265+300 — K268+300 | 南通站南京端—南通站启东端   | 3          | 120              | 120              |

2009年7月14日，宁启铁路复线电气化工程建设动员大会在泰州举行，工期三年，上海铁路局曾于2010年将工期缩短至2年。事实上，该项目已经一而再再而三推迟交付，工期已经超过六年。南通市铁路办曾否认项目停工。复线电气化改造工程已于2015年12月20日全线送电。开通后，南京与南通之间将开通10对动车（另开行高峰线1对、跨局直通旅客列车3对），旅客列车运行时间则由原设计的一小时五十分钟增加到两个半小时。尽管工期已逾双倍，复线电气化改造标准仍然相当低下：全线桥梁比例仅占15.8%；不少区段沿用老旧轨枕、维持最小曲率半径、双线间距不足4.4米、路基沉降未做处理。根据2016年5月15日起实行的列车运行图，宁启铁路复线将于当日正式通车。
中国铁路客户服务中心网站（页面存档备份，存于）显示南京南通之间动车组二等座票价为105.5元，沪宁城际铁路上海南京之间动车组二等座票价最高为95.5元。沪宁城际铁路全长301公里，设计速度300km/h。
尽管改造工程完成后宁启铁路已可开行「D」字头动车组列车，但很长一段时间内沿线车站的通达度依然不高。宁启铁路上的动车仅可到达南京站以及沪汉蓉通道南京以西的合肥、武汉、重庆、成都等城市，不能连上京沪高铁及除南京站以外的京沪铁路，也无法在到达南京站后继续沿沪宁城际铁路开行。2020年沪通铁路和连镇铁路淮镇段相继开通后，宁启沿线车站的通达情况有所改善。

## 二期
宁启铁路二期（南通至启东段）于2010年5月正式立项，线路正线长度94.3公里，预计投资67亿元。2014年10月，中国铁路总公司、江苏省人民政府先后以铁总计统函〔2014〕1239号《中国铁路总公司江苏省人民政府关于新建宁启铁路南通至启东段可行性研究报告的批复》、铁总办函〔2014〕1492号《中国铁路总公司江苏省人民政府关于新建宁启铁路南通至启东段工程初步设计的批复》、批准了宁启铁路二期（南通至吕四段）工程可行性报告以及初步设计。项目先行开工段随即开展招标，计划工期3年，具体技术指标如下：

1、临江至启东段

- （1）铁路等级：国铁Ⅰ级；
- （2）正线数目：单线；
- （3）旅客列车速度目标值：160km/h；
- （4）限制坡度：6‰；
- （5）最小曲线半径：一般2000m，困难1600m；
- （6）牵引种类：电力；
- （7）到发线有效长度：1050m；
- （8）牵引质量：5000t；
- （9）闭塞类型：站间自动闭塞。

2、启东至吕四段

- （1）铁路等级：国铁Ⅱ级；
- （2）正线数目：单线；
- （3）限制坡度：6‰；
- （4）最小曲线半径：一般1200m，困难800m；
- （5）牵引种类：电力；
- （6）到发线有效长度：1050m；
- （7）牵引质量：5000t；
- （8）闭塞类型：站间自动闭塞。

计划工期：本项目建设工期36个月，原计划2014年底开工，2017年竣工。

2018年10月1日，接触网上部作业拉开帷幕。2018年12月4日，南通至启东段开始动态检测。2019年1月5日，宁启二期通车，初期开行南通-启东三对普速列车。同年10月11日，宁启铁路一、二期工程贯通，开行列车将达到41.5对，首次开行南京至启东的动车组列车，由CR200J担当。
2020年7月28日开通连镇高铁的附属工程泰安镇站。

## 未来发展
根据《南京北站综合交通枢纽集疏运体系规划》，宁启铁路列车将停靠南京北站。